# Joachim-Joseph d'Estaing
Joseph d’Estaing du Saillant du Terrail, né au château de Ravel en 1654 et mort à Saint-Flour le 13 avril 1742 fut évêque de Saint-Flour.

## Biographie
Joachim-Joseph est le 4e des 10 fils de Jean d’Estaing, baron de Saillans (mort en 1671) et de Claude-Marie de Combourcier du Terrail (v.1630-1681). Il est le petit-neveu de Joachim d'Estaing et de Louis d'Estaing évêques de Clermont successifs de 1615 à 1664 eux-mêmes neveux du Cardinal de La Rochefoucauld lui-même évêque de Clermont de 1585 à 1609.Il est tonsuré en 1676 , Chanoine-comte de Saint-Jean de Lyon en 1677, il reçoit les ordres mineurs et le sous-diaconat en 1679. Diacre en 1680 puis ordonné prêtre en mars 1682. Joachim-Joseph d'Estaing porta également le titre de et prieur de Saint-Irénée de Lyon depuis juin 1693.
Il fut nommé évêque de Saint-Flour en 1693 et sacré le 3 janvier 1694. Il tiendra ce poste jusqu’à sa mort, le 13 avril 1742, « âgé d’environ 88 ans » nous dit le dictionnaire de la Noblesse. Il suivait ainsi les pas de son aïeul, Pierre d'Estaing, évêque dans le même diocèse dès 1361.
Il fait partie de l'assemblée générale du clergé de France en 1715 et en 1725. Il dispose du château de Saillans, appartenant à son père, comme résidence de campagne. Lorsqu'il meurt le 13 avril 1742, il est le doyen des évêques de France.

## Iconographie
- On ne connaît qu'un portrait de l'évêque de Saint-Flour, non localisé à ce jour, mais peint par Hyacinthe Rigaud en 1696 contre 140 livres[6].